# Günter Baumann (motociclista)
Günter Baumann   (Breitungen/Werra, 6 de desembre de 1932) és un antic pilot d'enduro alemany que va destacar en competició durant la dècada del 1960, tant a escala internacional com a l'antiga RDA. Al llarg de la seva carrera va guanyar dues edicions del Trofeu i una del Vas d'argent als Sis Dies Internacionals (ISDT) amb la selecció de la RDA i quatre campionats de la RDA de 350 cc.
Treballador en una fàbrica d'automoció amb formació de capatàs, Baumann es va incorporar al Nationale Volksarmee (Exèrcit Popular Nacional) el 1955. El 1957 va començar la seva carrera dins el motociclisme i va guanyar el Campionat de la RDA de 350 cc els anys 1961 i 1963. El 1961 va debutar als ISDT. Juntament amb Peter Uhlig, Hans Weber, Horst Lohr, Bernd Uhlmann i Werner Salevsky. El 1963 en va guanyar l'edició disputada a Špindleruv Mlýn, Txecoslovàquia, cosa que va representar el primer triomf de la RDA als Sis Dies Internacionals. El 1964, Baumann va repetir aquest èxit a Erfurt.
Els anys 1965, 1966 i 1967, Baumann va formar part de l'equip A de la RDA per al Vas d'argent als ISDT; l'equip va aconseguir la victòria el 1965 i el segon lloc final les dues edicions següents.

## Palmarès
- 2 Trofeus als ISDT (1963-1964)
- 1 Vas d'argent als ISDT (1965)
- 4 Campionats de la RDA de 350cc (1961, 1963-1964, 1966)